# Zilveren Nipkowschijf

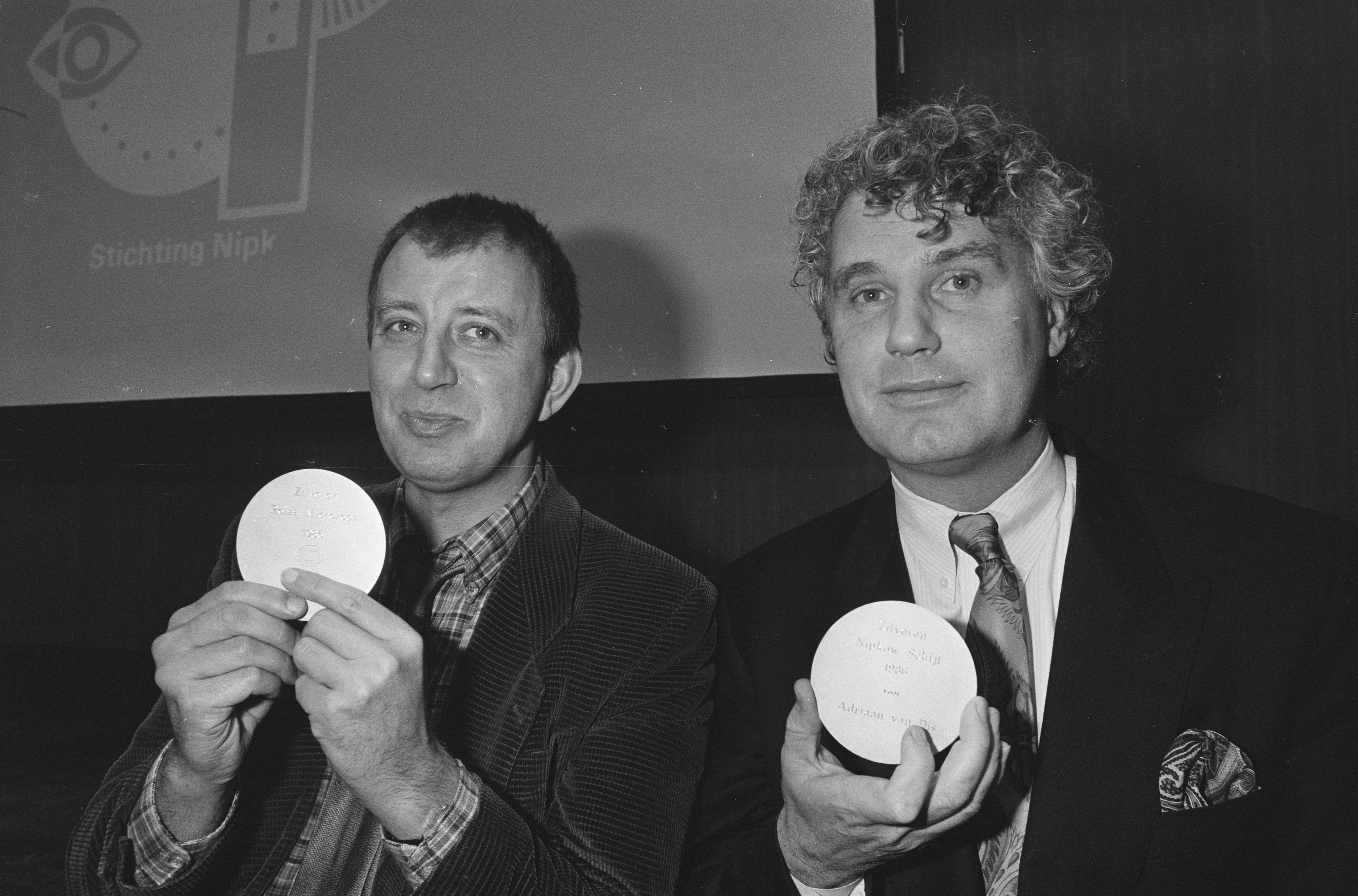
Ivo de Wijs ontvangt Zilveren Reissmicrofoon; Adriaan van Dis krijgt Nipkowschijf (1986)

De Zilveren Nipkowschijf is een prestigieuze Nederlandse televisieprijs die in eerste gehalte zilver is uitgevoerd.
De prijs is vernoemd naar de Nipkowschijf, een uitvinding van Paul Nipkow die wel wordt gezien als de uitvinder van de televisie.
Hij wordt ieder jaar uitgereikt door de televisiecritici van dagbladen en tijdschriften, verenigd in de Stichting Nipkow. Deze stichting is op 4 maart 1975 opgericht, 14 jaar na de eerste uitreiking van de prijs. Die eerste uitreiking gebeurde in 1961, waarmee het de oudste tv-prijs van Nederland is. Pierre Janssen ontving als eerste deze prijs voor zijn televisiewerk, samen met AVRO-regisseur Leen Timp. Het doel van de stichting is - volgens de statuten - "het bevorderen van de kwaliteit in radio- en televisieprogramma's door de jaarlijkse uitreiking van de Nipkowschijf en langs andere wegen die het gezelschap van radio- en televisiecritici nodig acht." De prijs is niet de eerste tv-prijs, in 1958 stelde het Prins Bernhard Cultuurfonds reeds de 'Televisieprijs' in.
Oprichters waren: Hans Keller (de Volkskrant), Henk Schaafsma (Nieuwe Rotterdamse Courant) en Han G. Hoekstra (Het Parool), Dick Verkijk (Regionale Dagblad Pers) en Nico Scheepmaker. Zij namen het initiatief nadat het Prins Bernhardfonds in 1960 de uitreiking van haar speciale jaarlijkse televisieprijs staakte. Hans Keller, zelf alweer lange tijd televisiemaker bij de VPRO: "Wij vonden zo'n onderscheiding van belang als stimulering en toetssteen van kwaliteit. Ik denk dat de prijs die functie inmiddels in nog sterkere mate dan toen bekleedt."

## Ere Zilveren Nipkowschijf
In 1962 is de Ere Zilveren Nipkowschijf voor het eerst uitgereikt. Deze ereschijf is bedoeld voor die mensen die zich buitengewoon voor de televisie hebben ingezet en een indrukwekkende carrière achter de rug hebben. Deze prijs is ingesteld om niet steeds aan dezelfde mensen de Zilveren Nipkowschijf te hoeven uitreiken.
Winnaars van de Ere Zilveren Nipkowschijf zijn:
- 1962: Mies Bouwman
- 1985: Kees van Kooten en Wim de Bie (zie ook Koot en Bie) (VPRO)
- 1989: Wim Koole (IKON)
- 1994: Wim T. Schippers (VPRO)
- 1997: Martijn Lindenberg (NOS)
- 1998: Het Klokhuis (NPS)
- 2004: Theo Reitsma (NOS)
- 2005: Villa Achterwerk (VPRO)
- 2007: Sonja Barend en Ellen Blazer (VARA)
- 2010: Ad van Liempt (NOS, NTR, VPRO)
- 2012: Taarten van Abel (VPRO)
- 2014: Zomergasten (VPRO)
- 2017: Frans Bromet voor zijn hele oeuvre
- 2018: André van Duin[1]
- 2019: Jeroen Pauw
- 2020: Matthijs van Nieuwkerk
- 2021: Sinterklaasjournaal (NTR)
- 2022: Paul Witteman
- 2023: Even tot hier (BNNVARA), Niels van der Laan en Jeroen Woe[2]
- 2025: Jiskefet (VPRO)

## Winnaars van de Zilveren Nipkowschijf
Alle winnaars op chronologische volgorde:
- 1961: Pierre Janssen en Leen Timp (beiden AVRO)
- 1962: Wim Meuldijk voor Pipo de Clown (VARA) en Loe de Jong voor De bezetting (NOS)
- 1963: H.A. Gomperts (AVRO) en Rudi Carrell (VARA)
- 1964: Kees van Langeraad (NCRV) en Brandpunt (actualiteitenrubriek van de KRO)
- 1966: Erik de Vries de eerste Nederlandse televisieregisseur
- 1967: Piet Kaart (KRO)
- 1969: Bob Rooyens (AVRO)
- 1970: Dimitri Frenkel Frank (VARA)
- 1971: Koos Postema (VARA)
- 1972: Henk Mochel voor De milde dood (Euthanasie) (NCRV)
- 1973: Hans Keller voor Het Gat van Nederland (VPRO)
- 1974: Kees van Kooten en Wim de Bie (VPRO)
- 1975: Netty Rosenfeld voor Culemborg Bijvoorbeeld (VPRO)
- 1976: Jaap Drupsteen (VPRO)
- 1977: Kees van Kooten en Wim de Bie (VPRO)
- 1978: IKON (onder andere voor de Geloof, Hoop en Liefdeshow) (IKON)
- 1979: J.J. De Bom voorheen De Kindervriend (VARA)
- 1980: Opname (Werkteater) (VARA)
- 1981: Marcel van Dam voor De Achterkant van het Gelijk (VARA)
- 1982: Kees Boomkens[3] voor zijn documentaire over de treinkaping bij De Punt Vijf jaar later (KRO)
- 1983: afdeling culturele programma's NOS-TV (NOS)
- 1984: afdeling filmzaken VARA-TV (VARA)
- 1985: Ons Indië voor de Indonesiërs (Jan Bosdriesz) (NOS)
- 1986: Adriaan van Dis (VPRO)
- 1987: Levensberichten (Cherry Duyns) (VPRO)
- 1988: De Laatste Voorziening (VPRO)
- 1989: Nauwgezet en Wanhopig (Wim Kayzer) (VPRO)
- 1990: Diogenes (VPRO) en Samuel Falkland Show (Hans Hylkema) (NOS)
- 1991: Emile Fallaux (o.a. voor zijn videobrieven) (VPRO)
- 1992: 4 Havo, een klas apart (Schmidt/Doebele) (VPRO)
- 1993: De Schreeuw van de Leeuw / De Leeuw is los (VARA)
- 1994: Pleidooi (AVRO)
- 1995: Ireen van Ditshuyzen voor al haar werk
- 1996: 30 Minuten (Arjan Ederveen en Pieter Kramer) (VPRO)
- 1997: Veldpost (VPRO), in dat jaar met regisseur Sunny Bergman[4]
- 1998: Paul Witteman (VARA/NPS)
- 1999: Oud Geld (AVRO/IDtv)
- 2000: Een geschenk uit de hemel/De slag om de Brent Spar (VPRO)
- 2001: Andere Tijden (NPS/VPRO)
- 2002: Barend & Van Dorp (RTL 4)
- 2003: Kopspijkers (VARA)
- 2004: PaPaul (VARA)
- 2005: Holland Sport en Tegenlicht (beide VPRO)
- 2006: Koefnoen (AVRO)
- 2007: Rob Hof voor zijn documentaireserie Sporen uit het Oosten (NCRV)
- 2008: Adriaan van Dis voor zijn documentaireserie Van Dis in Afrika (VPRO)[5]
- 2009: 't Vrije Schaep (KRO)
- 2010: Kijken in de ziel (RVU)
- 2011: De Wereld Draait Door (VARA)
- 2012: O'Hanlons Helden (VPRO)
- 2013: Oeke Hoogendijk voor Het nieuwe Rijksmuseum (NTR)
- 2014: Ramses (AVRO)
- 2015: Onze man in Teheran, Thomas Erdbrink (VPRO)
- 2016: Zondag met Lubach, Arjen Lubach (VPRO)
- 2017: Schuldig, Sarah Sylbing en Ester Gould (Human)
- 2018: De Luizenmoeder (AVROTROS)
- 2019: Stuk, Jurjen Blick (VPRO)
- 2020: Brieven aan Andalusië, Stef Biemans (VPRO)
- 2021: Nieuwsuur (NOS/NTR)
- 2022: BOOS met de speciale aflevering BOOS: This is The Voice (BNNVARA)[6]
- 2023ː Onze man bij de Taliban, Thomas Erdbrink (VPRO)
- 2024: De Joodse Raad (EO)
- 2025: Nicolaas Veul voor de documentairereeks Een valse start - 100 dagen in de jeugd- en gezinszorg (VPRO)

## Eervolle vermelding televisie
- 1971 Hans Hulscher (NOS)
- 1973 Den Haag Vandaag (NOS)
- 1974 Panoramiek (o.a. berichtgeving Watergate) (NOS)
- 1976 Jouw Beurt voor Wim Neijman (IKON)
- 1977 Den Haag Vandaag (NOS)
- - Cultureel aankoopbeleid (NOS)
- - Teleac-cursus Parlement en kiezer (TELEAC)
- 1978 Pieter Verhoeff (voor gedramatiseerde doc) (VPRO)
- 1980 Lawaaipapegaai door Burny Bos (AVRO)
- 1981 Showroom (NCRV)
- - De Katvanger (VPRO)
- - Team Achterkant vh Gelijk (VARA)
- 1982 Hans Hylkema voor De jongens Veerman (IKON)
- 1983 Hugo Heinen voor De Titaantjes (KRO)
- - Freek de Jonge voor Oudejaarsconference (IKON)
- 1984 Ria Bremer voor Vinger aan de Pols (AVRO)
- - De ontmaskering van Ludi Boeken (NOS)
- 1985 Achterwerk in de kast (VPRO)
- 1986 Theo en Thea (VPRO)
- 1987 Een spannend bestaan (IKON)
- 1988 Karst van der Meulen voor Mijn idee (NCRV)
- 1989 Het verhaal van Kees van Willem Wilmink (NCRV)
- 1990 Na het feest zonder afscheid verdwenen Toni Boumans (VARA)
- 1991 Paul de Leeuw (VARA)
- 1993 Pleidooi, dramaserie (AVRO)
- 1995 Na de oorlog (NPS)
- - Nederland-Turkije (VPRO)
- 1998 Sportpaleis De Jong van Wilfried de Jong (VPRO)
- 1999 Lang leve de Kampioenen van Michiel van Erp (VARA)
- 2000 De Daltons (VPRO)
- 2001 Telefilm project (Alle publieke omroepen)
- 2002 De Enclave (drama) (VARA)
- 2003 Tegenlicht (VPRO)
- 2006 De wereld draait door (VARA)[7]
- 2007 Beperkt Houdbaar van Sunny Bergman (VPRO)
- 2008 Sexy van Menna Laura Meijer (VPRO)
- 2009 Van Moskou tot Magadan (VPRO)
- 2010 Lucky TV van Sander van de Pavert (VARA)
- 2011 Ali B op volle toeren (TROS)
- 2012 Van God Los (BNN)
- 2013 De documentaire De Baby (Joodse Omroep) en de jeugdserie Welkom in de Gouden Eeuw (NTR)
- 2014 RTL Late Night van Humberto Tan (RTL 4)
- 2015 Zondag met Lubach van Arjen Lubach (VPRO)
- 2016 Floortje naar het einde van de wereld van Floortje Dessing (VARA)
- 2017 Drie talkshows Jinek, Pauw en Jinek: De Verkiezingen en De Verenigde Staten van Eva van Eva Jinek
- 2018 De Neven van Eus van Özcan Akyol
- 2019 Joardy Season van Jim Deddes en Jan Hulst
- 2021 De Wasstraat van HUMAN
- 2022 Eurovisiesongfestival 2021 van NPO en AVROTROS
- 2023 Raven van Dorst
- 2024 B&B Vol Liefde van RTL

## Reissmicrofoon en Prichettprijs
Behalve de Nipkowschijf reikt de Stichting Nipkow ook de Zilveren Reissmicrofoon uit, het radio-equivalent van de Zilveren Nipkowschijf. Van 2003 tot 2009 werd de Zilveren Prichettprijs uitgereikt aan de beste 'omroepgerelateerde multimediale prestatie'.